# Мужская сборная Катара по волейболу
Мужская национальная сборная Катара по волейболу (араб. منتخب قطر لكرة الطائرة‎) — представляет Катар на международных соревнованиях по волейболу. Управляющей организацией выступает Волейбольная ассоциация Катара.

## История
Волейбольная ассоциация Катара образована в 1962 году. В 1974 вступила в ФИВБ.
Дебют сборной Катара в официальных соревнованиях состоялся в Гонконге в марте 1981 года в рамках азиатского отборочного турнира к Кубку мира. В первом своём матче катарцы проиграли Южной Корее 0:3. Уступила команда Катара и в двух последующих поединках (Кувейту и Гонконгу) и на Кубок мира не квалифицировалась.
В следующем году Катар принял участие в проходивших в Индии Азиатских играх. В двух стартовых играх катарские волейболисты с одинаковым счётом 3:1 обыграли команды Гонконга и Южного Йемена, но в последующих четырёх матчах уступили своим соперникам и заняли итоговое 8-е место из 15 команд-участниц.
Следующее появление сборной Катара на международной арене прошло в 1989 на чемпионате Азии, где катарцы заняли 19-е (последнее) место. С 1993 команда Катара неизменно является участницей континентальных чемпионатов. Лучший результат она показала в 2023 году, когда дошла до полуфинала, где проиграла сборной Японии 1:3, а в поединке за «бронзу» победила сборную Китая 3:0.
Дважды до полуфинала катарцы добирались в волейбольных турнирах Азиатских игр — в 2006 и 2018, но войти в число призёров им не удавалось. В 2018 году сборная Катара впервые приняла участие в Кубке Азии и стала победителем розыгрыша, обыграв в финале сборную Ирана в пяти партиях, отыгравшись со счёта 0:2.
В 2021 сборная Катара впервые квалифицировалась на чемпионат мира, который прошёл в 2022 в Польше и Словении.
Значительную роль в выступлениях катарской сборной традиционно играли натурализованные спортсмены. Из 18 волейболистов, вошедших в заявку сборной в розыгрыше Мировой лиги 2017, лишь трое были уроженцами Катара.

## Результаты выступлений и составы

### Олимпийские игры
Сборная Катара участвовала в двух отборочных олимпийских турнирах.
- 2020 — не квалифицировалась
- 2024 — не квалифицировалась

### Чемпионаты мира
До 1998 в чемпионатах мира сборная Катара участия не принимала. 
- 2002 — не квалифицировалась
- 2006 — не квалифицировалась
- 2010 — не квалифицировалась
- 2014 — не квалифицировалась
- 2018 — не квалифицировалась
- 2022 — 21-е место
- 2025 —

### Кубок мира
- 1981 — не квалифицировалась

### Мировая лига
До 2015 в Мировой лиге сборная Катара участия не принимала.
- 2016 — 31-е место (6-е во 3-м дивизионе)
- 2017 — 32-е место (7-е во 3-м дивизионе)

### Кубок претендентов ФИВБ
- 2022 — 5—8-е место
- 2023 —  2-е место
- 2024 — 5—8-е место

### Чемпионат Азии
| - 1975 — не участвовала - 1979 — не участвовала - 1983 — не участвовала - 1987 — не участвовала - 1989 — 19-е место - 1991 — не участвовала - 1993 — 12-е место - 1995 — 10-е место - 1997 — 8-е место - 1999 — 13-е место - 2001 — 11-е место | - 2003 — 11-е место - 2005 — 7-е место - 2007 — 11-е место - 2009 — 14-е место - 2011 — 12-е место - 2013 — 11-е место - 2015 — 4-е место - 2017 — 9-е место - 2019 — 9-е место - 2021 — 5-е место - 2023 — 3-е место |

- 2023: Юсеф Углаф, Папемагетт Диань, Ренан Рибейро, Борислав Георгиев, Белаль Набель Абунабот, Мохамед Валид Видаталла, Милош Стеванович, Никола Васич, Мубарак Дахи Хаммад, Вадиди Раими, Мохамед Ибрахим, Ахмед Ноаман Джамаль, Наджи Махмуд, Мохаммед аль-Шаршани. Тренер — Камило Андрес Сото.

### Азиатские игры
| - 1958 — не участвовала - 1962 — не участвовала - 1966 — не участвовала - 1970 — не участвовала - 1974 — не участвовала - 1978 — не участвовала - 1982 — 8-е место - 1986 — не участвовала - 1990 — не участвовала | - 1994 — не участвовала - 1998 — 10-е место - 2002 — 8-е место - 2006 — 4-е место - 2010 — 8-е место - 2014 — 6-е место - 2018 — 4-е место - 2023 — 4-е место |

### Кубок Азии
- 2008 — не участвовала
- 2010 — не участвовала
- 2012 — не участвовала
- 2014 — не участвовала
- 2016 — не участвовала
- 2018 —  1-е место

- 2018: Ассам Махмуд, Ренан Рибейро, Султан Хусейн Абдалла, Сулейман Саад, Белаль Набель Абунабот, Милош Стеванович, Абубакар Садих Надир, Никола Васич, Мубарак Дахи Хаммад, Осман Вагиалла, Али Канани, Мохамед Ибрахим, Ахмед Ноаман Джамаль, Халед Шамийе. Тренер — Камило Андрес Сото.

### Азиатский Кубок вызова
- 2024 —  1-е место

### Арабские игры
- 1997 — 7-е место
- 2004 — 5-е место
- 2007 —  1-е место
- 2011 —  2-е место
- 2023 —  3-е место

### Арабский чемпионат
- 2-е место — 1996, 2014.
- 3-е место — 2000, 2008.
- 5-е место — 2006.

### Западноазиатские игры
- 2005 —  1-е место

## Состав
Сборная Катара в соревнованиях 2024 года (Азиатский Кубок вызова, Кубок претендентов ФИВБ)
| №  | Имя, фамилия                   | Год рождения | Рост | Амплуа      | Клуб                |
| -- | ------------------------------ | ------------ | ---- | ----------- | ------------------- |
| 1  | Юсеф Углаф                     | 1989         | 203  | нападающий  | «Катар Спортс» Доха |
| 2  | Папемагетт Диань               | 1997         | 210  | центральный | «Эр-Райян»          |
| 4  | Ренан Рибейро                  | 1989         | 193  | нападающий  | «Аль-Араби» Доха    |
| 4  | Юсеф Альяфеай                  | 2002         | 190  | нападающий  | Катар               |
| 5  | Султан Хусейн Абдалла          | 1997         | 190  | связующий   | «Катар Спортс» Доха |
| 6  | Борислав Георгиев              | 1992         | 188  | связующий   | «Эр-Райян»          |
| 7  | Белаль Набель Абунабот         | 1991         | 200  | центральный | «Эр-Райян»          |
| 8  | Мохамед Валид Видаталла        | 2002         | 195  | нападающий  | «Аль-Ахли» Доха     |
| 9  | Мубарак аль-Кувари             | 2003         | 190  | нападающий  | «Эль-Хаур»          |
| 10 | Ганем Мохаммед аль-Ремайхи     | 1993         | 179  | либеро      | «Аль-Араби» Доха    |
| 11 | Никола Васич                   | 1989         | 190  | нападающий  | «Эль-Вакра»         |
| 12 | Мубарак Дахи Хаммад            | 1991         | 201  | нападающий  | «Эр-Райян»          |
| 13 | Вадиди Раими                   | 1995         | 191  | нападающий  | «Аль-Араби» Доха    |
| 16 | Мохамед Ибрахим                | 1985         | 206  | центральный | «Аль-Араби» Доха    |
| 18 | Ахмед Абдельвахаб Абдельрахман | 2003         | 200  | центральный | «Аль-Ахли» Доха     |
| 19 | Наджи Махмуд                   | 1994         | 175  | либеро      | «Полис Клаб» Доха   |
| 20 | Осман Вагиалла                 | 1993         | 195  | центральный | «Полис Клаб» Доха   |
| 22 | Абдельрахман Бакри             | 2004         | 202  | нападающий  | «Аль-Садд» Доха     |
| 23 | Мохаммед аль-Шаршани           | 2003         | 180  | нападающий  | «Катар Спортс» Доха |

- Главный тренер —  Камило Андрес Сото.
- Тренеры —  Валентин Роланделли.